# Чучук Стана
Чучук Стана (серб. Чучук Стана; 1795—1849) — сербська жінка-гайдук, персонаж сербської епічної народної поезії.

## Життєпис

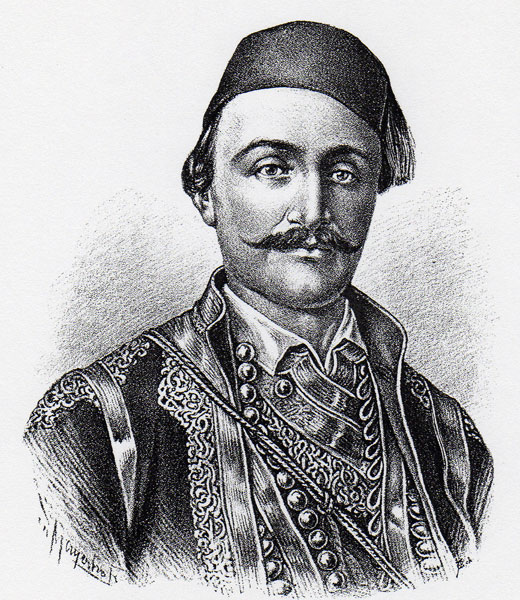
Хайдут Велко

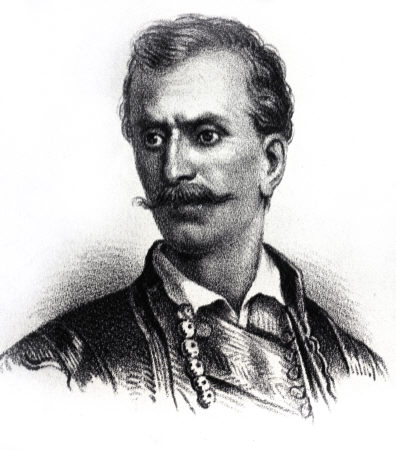
Георгакіс Олімпіос

Чучук Стана народилася в 1795 році в селі Сіколе неподалік міста Неготин у Сербії, в родині мігрантів з Герцеговини.
У неї було дві сестри, Стойна та Стамена, а також брат Михайло. Всі діти в дитинстві носили одяг хлопчиків. Прізвисько «чучук» (від турецького küçük − маленький) Стана отримала через свій невисокий зріст. Вона закінчила школу в сербському місті Бела-Црква.
У 1812 році Стана познайомилась із гайдуком Велько Петровича — одним із ватажків Першого сербського повстання, і стала жити разом з ним, хоча у Велько одночасно була інша жінка, з якою він не міг розлучитися без схвалення церкви. Стана воювала разом з чоловіком з гвинтівкою в руках, була поранена. У 1813 році Велько Петрович був убитий, і вона переїхала до сербського міста Панчева.
Пізніше одружилась із грецьким військовиком, полковником російської армії, героєм-революціонером та учасником Грецької революції — Георгакісом Олімпіосом, з яким переїхала до Волощини, а потім до Бухареста. Георгакіс загинув у бою біля монастиря Секку. Тоді Стана була вагітна і на руках у неї вже було двоє спільних дітей з Георгакісом: Мілан та Александр. Донька Єфросинія народилася після смерті батька. Заради безпеки дітей Стана переїхала з ними до міста Хотина, (тодішньої Російської імперії, а нині — Чернівецької області). У місті переховувалося багато учасників сербської революції.
Після звільнення Греції Чучук Стана з дітьми переїхала до Афін, де отримала невелику державну пенсію як удова героя Греції Георгакіса Олімпіоса.
Померла Чучук Стана в 1849 році (за іншим даними в 1850 році), могила не збереглася.

## Увічнення пам'яті
- Про життя Стани Чучук в 1907 році була написана музична п'єса, автор музики — сербський композитор Стеван Христич.
- У 1972 році за цією п'єсою був знятий художній фільм «Чучук Стана», в якому головну роль Стани Чучук зіграла сербська актриса Світлана Бойкович.[4]
- Книга про життя Стани Кучук — «Čučuk Stana, 1795—1849 — žena Hajduk Veljka i grčkog narodnog heroja Georgakisa Olimpiosa» Душица Стойковича (Dušica Popović Stojković) була опублікована в 1981 році.[5][6]
- У 2017 році Слободан Станішич (Slobodan Stanisic) видав про неї книгу «Čučuk Stana devojka sa sto megdana».[7]